# Cantone di Puyango
Il Cantone di Puyango è un cantone dell'Ecuador che si trova nella Provincia di Loja.
Il capoluogo del cantone è Alamor.